# Caro van Eyck

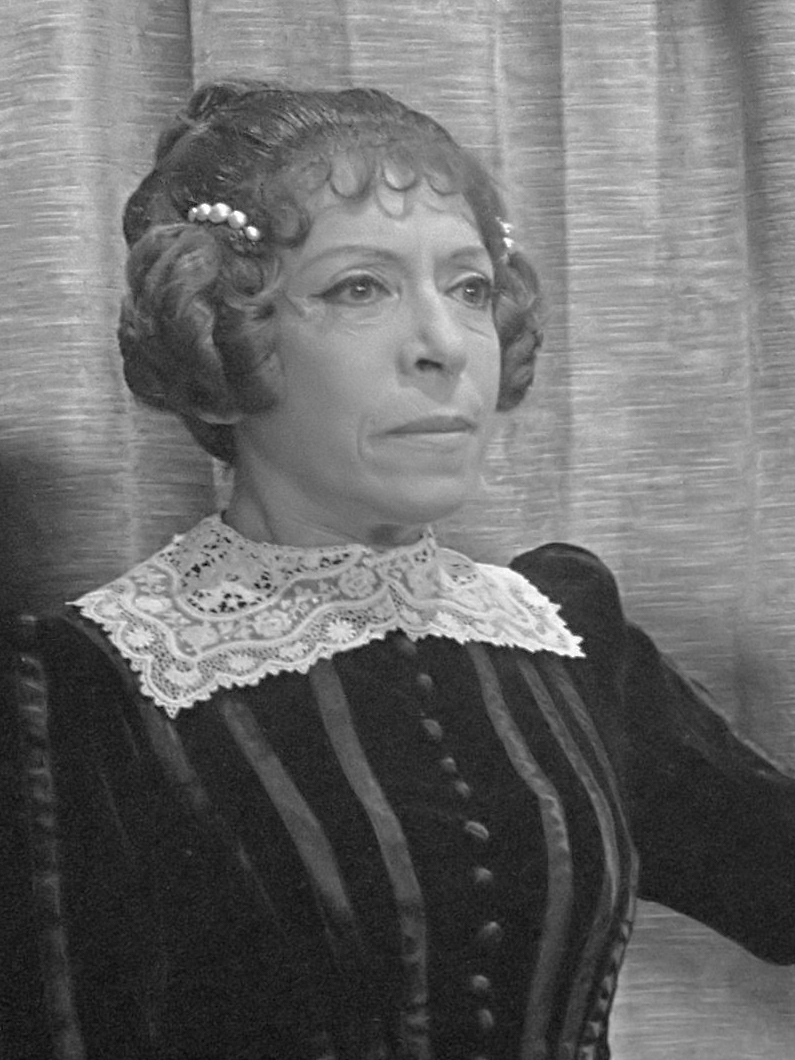
Caro van Eyck in der Fernsehserie Ritmeester Buat (1968)

Caro van Eyck, Künstlername von Gerarda Jacoba Everdina Taytelbaum (* 27. November 1915 in Batavia; † 15. September 1979 in Amstelveen) war eine niederländische Schauspielerin.

## Leben
Die Familie Taytelbaum verließ Batavia, als sie vierzehn war. Caro studierte zunächst Jura, war aber ab 1936 von der Bühne fasziniert. Sie übernahm die Hauptrolle in einer Studentenaufführung von La machine infernale von Jean Cocteau. Ihre berufliche Laufbahn begann sie am 16. September 1936 am N.V. Vereenigd Rotterdamsch-Hofstad TooneelN.V. Vereenigd Rotterdamsch-Hofstad Tooneel. Danach spielte sie mit der Residentie Toneel, der Amsterdams Toneelgroep, der Rotterdams Toneelgenootschap und der Theatergruppe Theatre und Ensemble (Eigenname). Sie trug auch öffentlich selbstverfasste Geschichten vor.
1960 empfing sie aus der Hand des Schauspielers Jan Musch den Theo Mann-Bouwmeesterring. 1965 erhielt sie den Ritterorden von Oranien-Nassau. 1979 wurde ihr der Theo d’Or für ihre Rolle der Forsia Dorsey in Een gelukkige hand (Originaltitel: The Gin Game) von Donald L. Coburn verliehen. Hierzu merkte sie gegenüber dem, mit ihr befreundeten, Schriftsteller Simon Carmiggelt kurz vor ihrem Tod an: „Zumindest habe ich mich mit einer schönen Rolle verabschiedet“.
Van Eyck war verheiratet mit dem Schauspieler Paul Steenbergen und später mit dem Produzenten Hans Boekman. Nach ihrer Bühnentätigkeit spielte sie in verschiedenen Fernsehserien mit, darunter De Stille Kracht (1974), De kleine waarheid (1971), De Kleine zielen (1969), Von alten Menschen, den Dingen, die vorübergehen (1975) und  1968 Ritmeester Buat.

## Fernsehen
- 1955 - Secret File, U.S.A., erste Episode (Fernsehserie) - Darya Navik
- 1964 - Maigret (Fernsehserie) - Frau Serrée
- 1965 - Dit is het einde (Fernsehserie) - Ex-Frau von Jan
- 1967 - Roverssymfonie (Fernsehfilm)
- 1968 - De geweren van vrouw Carrar (Fernsehfilm)
- 1968 - Portret van een madonna (Fernsehfilm)
- 1968 - Ritmeester Buat (Fernsehserie) - Witwe Musch
- 1969 - De kleine zielen (Fernsehserie nach einem Buch von Louis Couperus)
- 1970 - 't Schaep Met De 5 Pooten (Fernsehserie) - Frau Irma Bastiaanse
- 1971–1972 - De kleine waarheid (Fernsehserie) - Frau Scalonje
- 1974 - De stille Kracht (Fernsehserie) - De raden-ajoe pangéran
- 1975 - Het testament van Edgar Allan Poe (Fernsehserie)
- 1975 - Amsterdam 700 (Fernsehserie) - Rosalie
- 1975–1976  Van oude mensen, de dingen die voorbij gaan (Fernsehserie) - Frau Dercksz
- 1976 - Uit de wereld van Guy de Maupassant (Fernsehserie) - Frau Brument
- 1979 - Erik of het klein insectenboek (Fernsehserie) - Großmutter

## Theater

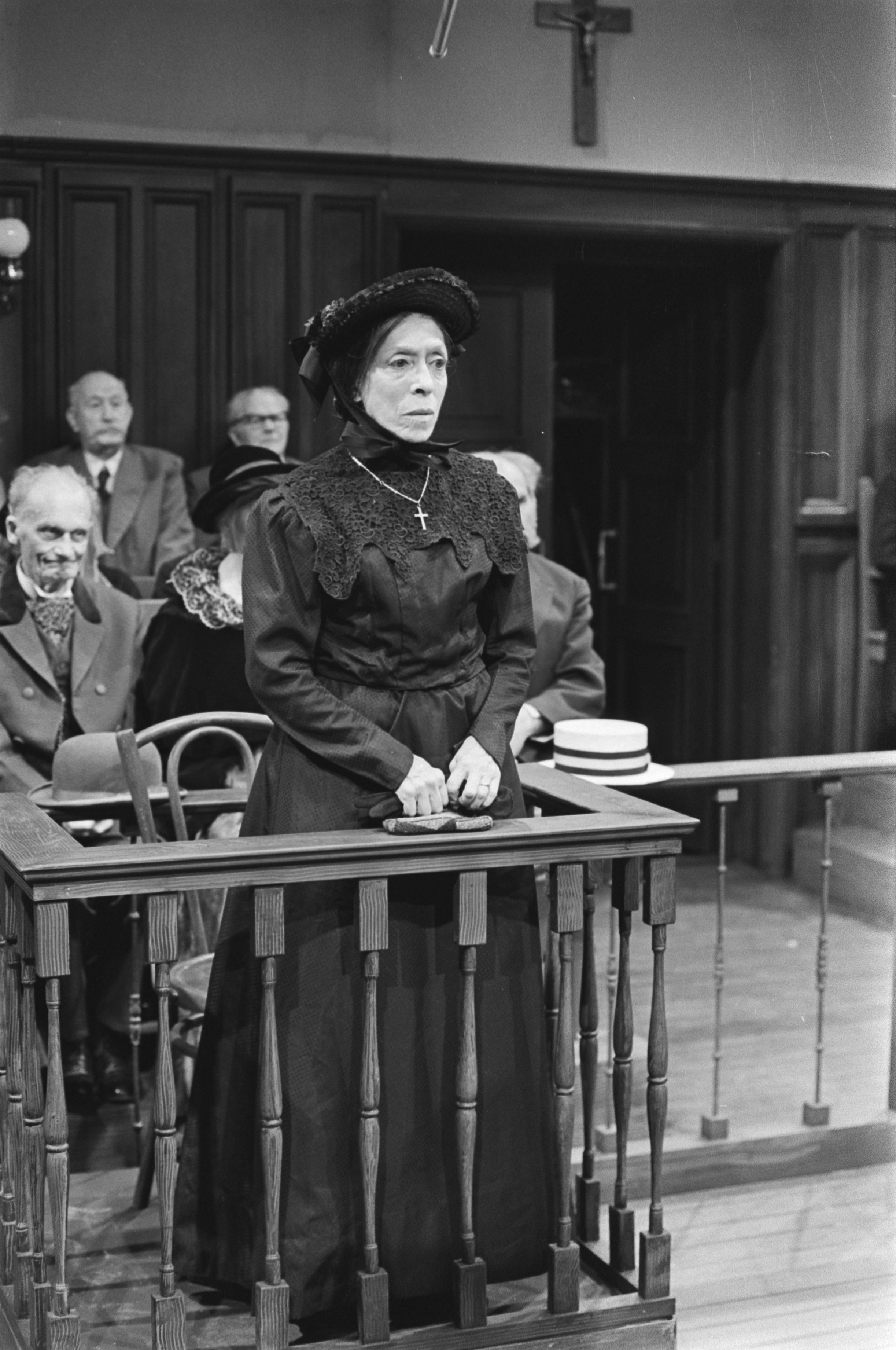
Caro van Eyck, 1976

- 1939 - Vasantasena (Het leemen wagentje) - N.V. Het Residentie Tooneel
- 1940 - De koopman van Venetië - N.V. Het Residentie Tooneel
- 1940 - Beloof me niets! - N.V. Het Residentie Tooneel
- 1940 - Lucifer - N.V. Het Residentie Tooneel
- 1940 - Camera Obscura - N.V. Het Residentie Tooneel
- 1940 - De kersentuin - N.V. Het Residentie Tooneel
- 1941 - Een lentedag van 's morgens acht tot middernacht - N.V. Het Residentie Tooneel
- 1941 - De gele nachtegaal - N.V. Het Residentie Tooneel
- 1941 - Marieke van Nieumeghen - N.V. Het Residentie Tooneel
- 1941 - De bruiloft van Figaro - N.V. Het Residentie Tooneel
- 1941 - De storm - N.V. Het Residentie Tooneel
- 1942 - Romeo en Julia - N.V. Het Residentie Tooneel
- 1945 - Het einde van den weg - N.V. Het Residentie Tooneel
- 1945 - Winteravondsprookje - N.V. Het Residentie Tooneel
- 1946 - Açoka - N.V. Het Residentie Tooneel
- 1946 - De driestuiversopera - N.V. Het Residentie Tooneel
- 1946 - Antigone - N.V. Het Residentie Tooneel
- 1946 - Met onze hakken over de sloot - N.V. Het Residentie Tooneel
- 1947 - Rendez-vous te Senlis - N.V. Het Residentie Tooneel
- 1947 - Het graf van de onbekende soldaat - De Haagsche Comedie
- 1947 - De groote race - De Haagsche Comedie
- 1947 - Je kunt 't toch niet meenemen - De Haagsche Comedie
- 1947 - Koning Henri IV - N.V. Het Residentie Tooneel
- 1948 - De nacht van de 16de januari - De Haagsche Comedie
- 1948 - Orpheus en Eurydice - De Haagsche Comedie
- 1948 - Opened by Censor - De Haagsche Comedie
- 1948 - Het spel der vergissingen - De Haagsche Comedie
- 1948 - Duet voor twee handen - De Haagsche Comedie
- 1949 - Onze stad - De Haagsche Comedie
- 1949 - 'n Vriendelijke dame - De Haagsche Comedie
- 1949 - 'n Lentedag van 's morgens acht tot middernacht - De Haagsche Comedie
- 1949 - Rouw past Electra - De Haagsche Comedie
- 1949 - De meeuw - De Haagsche Comedie
- 1949 - Hier sliep George Washington - De Haagsche Comedie
- 1949 - De erfgename - De Haagsche Comedie
- 1950 - Adam in ballingschap - De Gong
- 1950 - De jongen Winslow - De Haagsche Comedie
- 1951 - Met eervol ontslag - Amsterdams Toneelgezelschap (A.T.G.)
- 1952 - Spaansche Brabander - Amsterdams Toneelgezelschap (A.T.G.)
- 1952 - Antigone - Amsterdams Toneelgezelschap (A.T.G.)
- 1952 - Hilda Crane (siehe Samson Raphaelson) - Amsterdams Toneelgezelschap (A.T.G.)
- 1953 - Picnic - Toneelgroep Theater
- 1954 - Anastasia - Toneelgroep Theater
- 1954 - Zo zijn onze manieren - Rotterdams Toneel
- 1954 - Het onweer - Rotterdams Toneel
- 1955 - Bekentenis - Rotterdams Toneel
- 1955 - Het verraad - Rotterdams Toneel
- 1956 - Medeia - Rotterdams Toneel
- 1956 - De kalktuin - Rotterdams Toneel
- 1957 - De wals van de toreadors - Rotterdams Toneel
- 1957 - Dief en diefjesmaat - Rotterdams Toneel
- 1957 - Het vrouwenhuis - Rotterdams Toneel
- 1958 - Niets is zeker - Rotterdams Toneel
- 1958 - Orpheus daalt af - Toneelgroep Theater
- 1959 - Iphigeneia in Aulis - Toneelgroep Theater
- 1959 - J.B. - Toneelgroep Theater
- 1960 - De kleine vossen - Toneelgroep Theater
- 1961 - Brieven van een dichter - Toneelgroep Theater
- 1961 - De koningin en de rebellen - Toneelgroep Theater
- 1962 - De nacht van de leguaan - Stichting Nieuw Rotterdams Toneel
- 1963 - De parachutisten - Stichting Nieuw Rotterdams Toneel
- 1964 - Het leven dat ik je gaf – Ensemble
- 1964 - Onze stad - Nieuwe Komedie
- 1965 - De ploeg en de sterren - Ensemble
- 1965 - Voerman Henschel – Ensemble
- 1966 - Elizabeth, de vrouw zonder man - Ensemble
- 1966 - De wolken voorbij - Stichting Nieuw Rotterdams Toneel
- 1967 - Vlindertje, vlindertje! - Ensemble
- 1969 - De vrouwen van Shanghai - Haagse Comedie
- 1969 - Hippolytus - Stichting Nieuw Rotterdams Toneel
- 1970 - De zelfmoordenaar - Stichting Nieuw Rotterdams Toneel
- 1971 - Wachten tot het donker is - Hans Boskamp
- 1972 - De vossejacht - Stichting Het Amsterdams Toneel
- 1972 - De visioenen van Simone Machard - Stichting Het Amsterdams Toneel
- 1975 - Allemaal mensen - Impresariaat John de Crane
- 1978 - Een gelukkige hand - Accolade Productions BV
- 1978 - De kringloop